# Chiesa-oratorio di San Giuseppe (Mendrisio)
La chiesa-oratorio di San Giuseppe è un edificio religioso tardobarocco che si trova a Somazzo, nel quartiere di Salorino (Mendrisio).

## Storia
Citato per la prima volta nel 1674, subì profonde modifiche nel corso dei secoli: un cartiglio in stucco in facciata testimonia una modifica avvenuta forse nel 1762, in un periodo nel quale fu aggiunto anche il campanile. Orologio e cupolino, invece, risalgono al 1894. Nel XX secolo l'edificio fu restaurato due volte: prima nel 1977 e poi nel 1991. Il ritrovamento di una necropoli romana a ridosso della chiesa testimonia l'esistenza di un insediamento ancora anteriore.

## Descrizione

### Esterni
L'edificio ha pianta rettangolare ed è dotato di un coro orientato e di paraste che si innestano in un cornicione. Alcune lesene allineano alla facciata il campanile, dotato di quattro campane.

### Interni
La copertura dell'edificio è a crociera, con l'eccezione del presbiterio, dotato invece di una volta a botte sorretta da una balaustra in marmo. La volta del presbiterio ospita un affresco settecentesco che raffigura Dio Padre. L'altare, in legno, è ottocentesco, ma ospita un paliotto in scagliola del secolo precedente che raffigura San Giuseppe Calasanzio. Pure settecentesco è il gruppo della Crocifissione, in legno, che si trova sul fondo della chiesa, poco distante dalla tela Sposalizio della Vergine (1722). La navata ospita inoltre un pulpito in legno ottocentesco e un affresco strappato che rappresenta la Madonna del Rosario e i santi Domenico di Guzmán e Caterina da Siena (1700), opera attribuita a Innocenzo Torriani e alla sua bottega. La chiesa, infine, conserva due reliquiari settecenteschi in stucco, attribuiti a Carlo Francesco Moresco, e una cassapanca in legno, decorata con un dipinto di San Zeno (1748) di Giovanni Battista Brenni.